# Іст-Батон-Руж
Шаблон:StateAbbr_ 30°32′ пн. ш. 91°05′ зх. д. / 30.54° пн. ш. 91.09° зх. д.
Іст-Батон-Руж (англ. East Baton Rouge Parish) — округ (парафія) у штаті Луїзіана, США. Ідентифікатор округу 22033.

## Демографія
За даними перепису
2000 року
загальне населення округу становило 412852 осіб, зокрема міського населення було 383528, а сільського — 29324.
Серед мешканців округу чоловіків було 197683, а жінок — 215169. В окрузі було 156365 домогосподарств, 102581 родин, які мешкали в 169073 будинках.
Середній розмір родини становив 3,14.
Віковий розподіл населення поданий у таблиці:
| Стать    | До 15 років | 15-21 | 22-29 | 30-39 | 40-49 | 50-65 | 65-85 | Понад 85 |
| -------- | ----------- | ----- | ----- | ----- | ----- | ----- | ----- | -------- |
| Чоловіки | 45443       | 27872 | 25538 | 27736 | 28327 | 26630 | 14934 | 1203     |
| Жінки    | 43563       | 28532 | 26482 | 30184 | 31592 | 30021 | 21465 | 3330     |

## Суміжні округи
- Іст-Фелісіана — північ
- Сент-Гелена — північний схід
- Лівінґстон — схід
- Ассансьйон — південний схід
- Ібервіль — південь
- Вест-Батон-Руж — захід
- Вест-Фелісіана — північний захід

## Виноски
1. ↑  U.S. Decennial Census. United States Census Bureau. Архів оригіналу за 26 квітня 2015. Процитовано 20 серпня 2014.
2. ↑  Historical Census Browser. University of Virginia Library. Архів оригіналу за 11 серпня 2012. Процитовано 20 серпня 2014.
3. ↑  Population of Counties by Decennial Census: 1900 to 1990. United States Census Bureau. Архів оригіналу за 15 вересня 2014. Процитовано 20 серпня 2014.
4. ↑  Census 2000 PHC-T-4. Ranking Tables for Counties: 1990 and 2000 (PDF). United States Census Bureau. Архів оригіналу (PDF) за 18 грудня 2014. Процитовано 20 серпня 2014.
5. ↑  State & County QuickFacts. United States Census Bureau. Архів оригіналу за 24 червня 2011. Процитовано 9 серпня 2013. [Архівовано 2007-07-14 у Wayback Machine.](англ.) Наведено за англійською вікіпедією.
6. ↑  American FactFinder. Бюро перепису населення США. Архів оригіналу за 26 лютого 2012. Процитовано 31 січня 2008. [Архівовано 2008-05-21 у Wayback Machine.]

| США | Це незавершена стаття з географії США. Ви можете допомогти проєкту, виправивши або дописавши її. |